# ورزشگاه سیریو
ورزشگاه سیریو (یونانی: Τσίρειο Στάδιο) یک ورزشگاه چندمنظوره در لیماسول، قبرس است.
این ورزشگاه که در سال ۱۹۷۵ تأسیس شده دارای ۱۳٬۳۳۱ نفر ظرفیت می‌باشد.

## نگارخانه

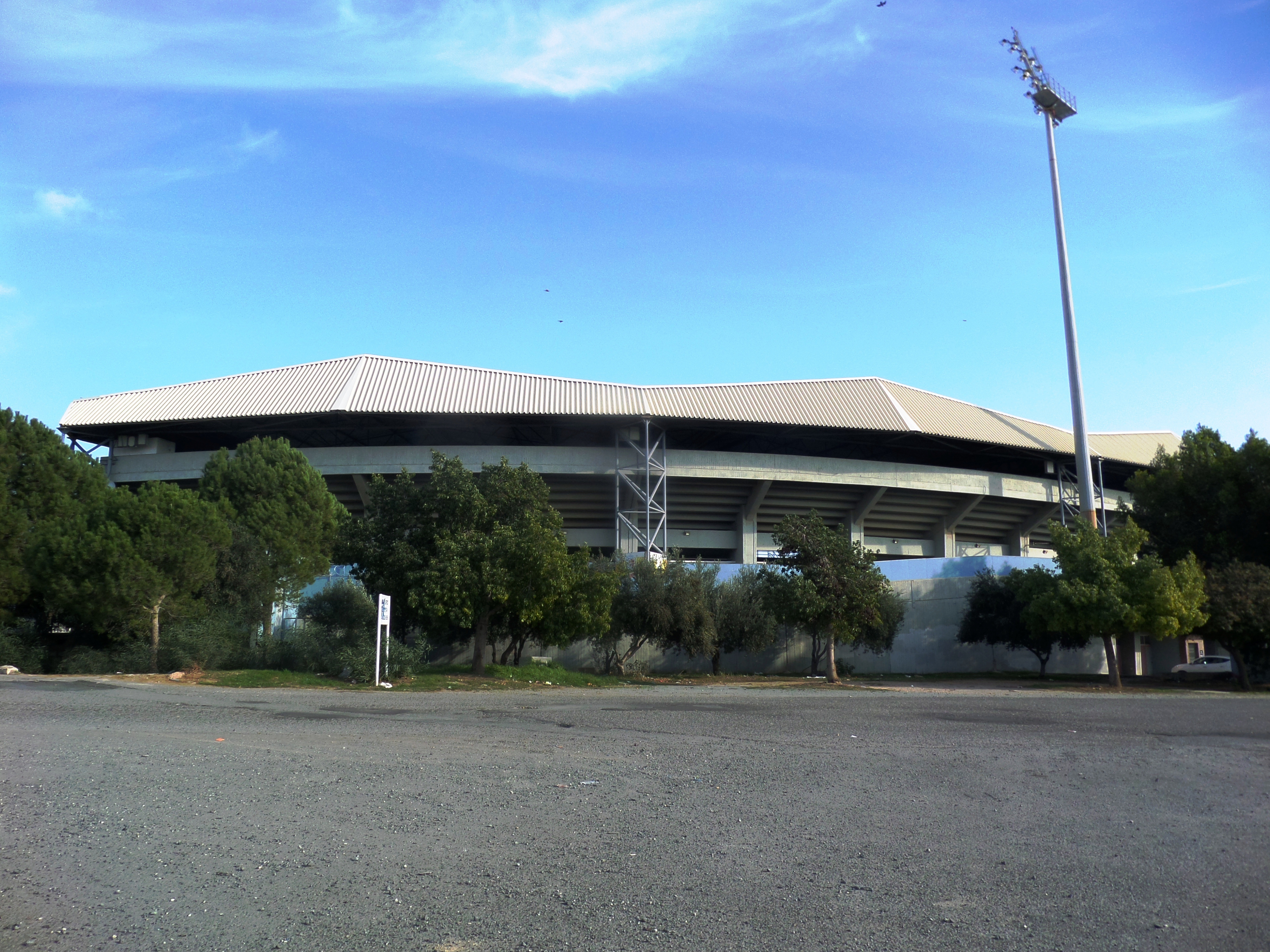
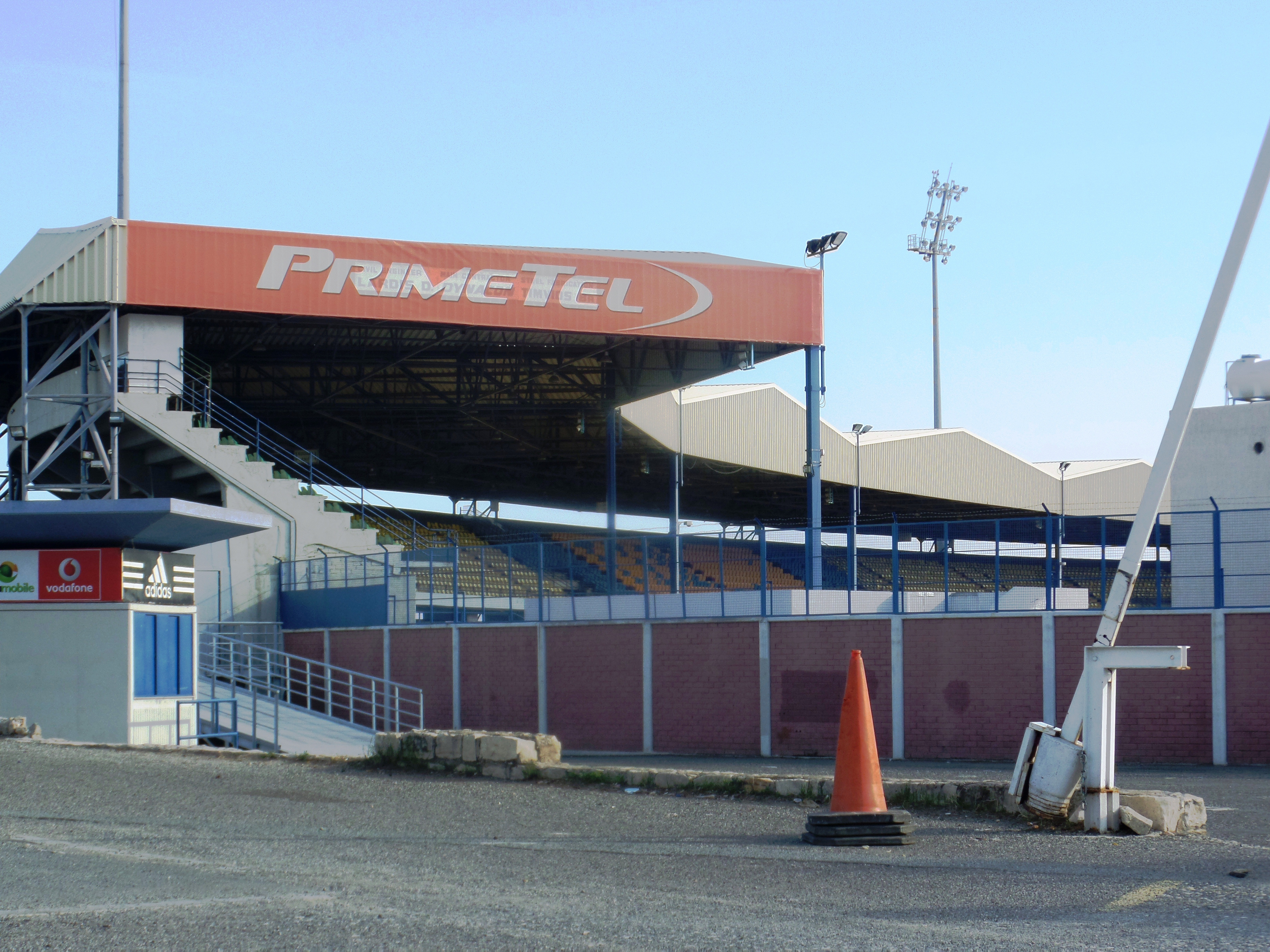
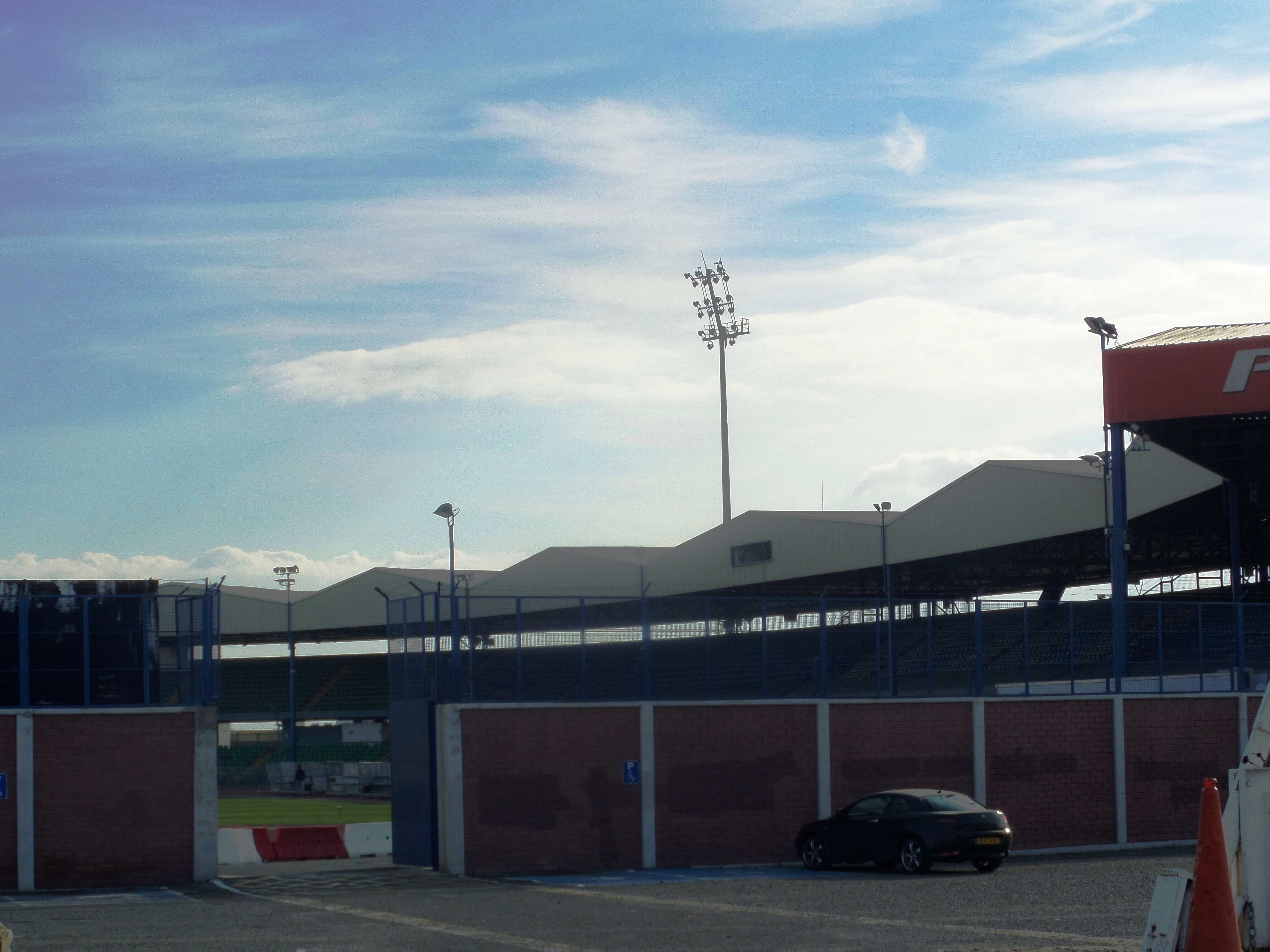
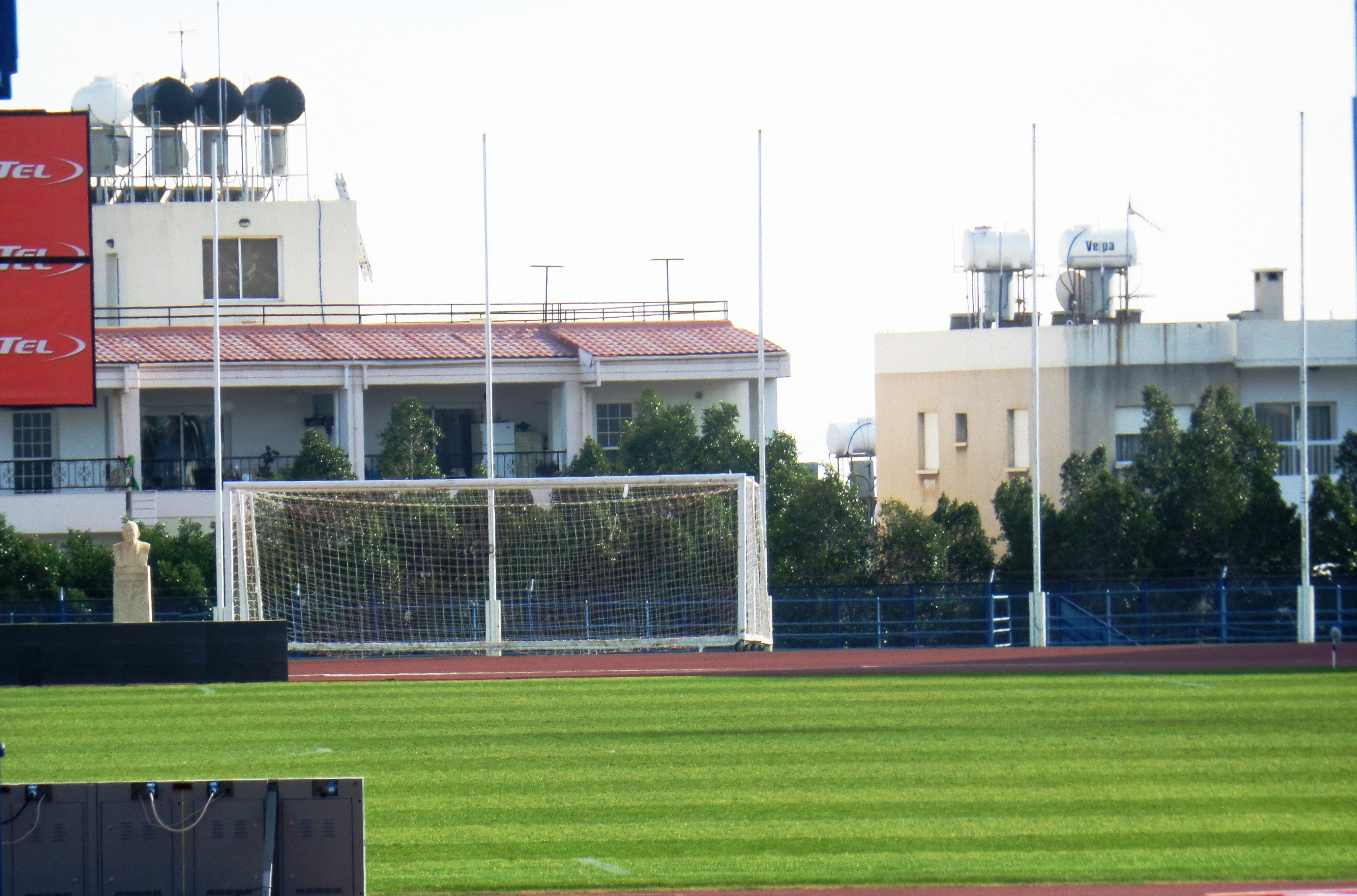
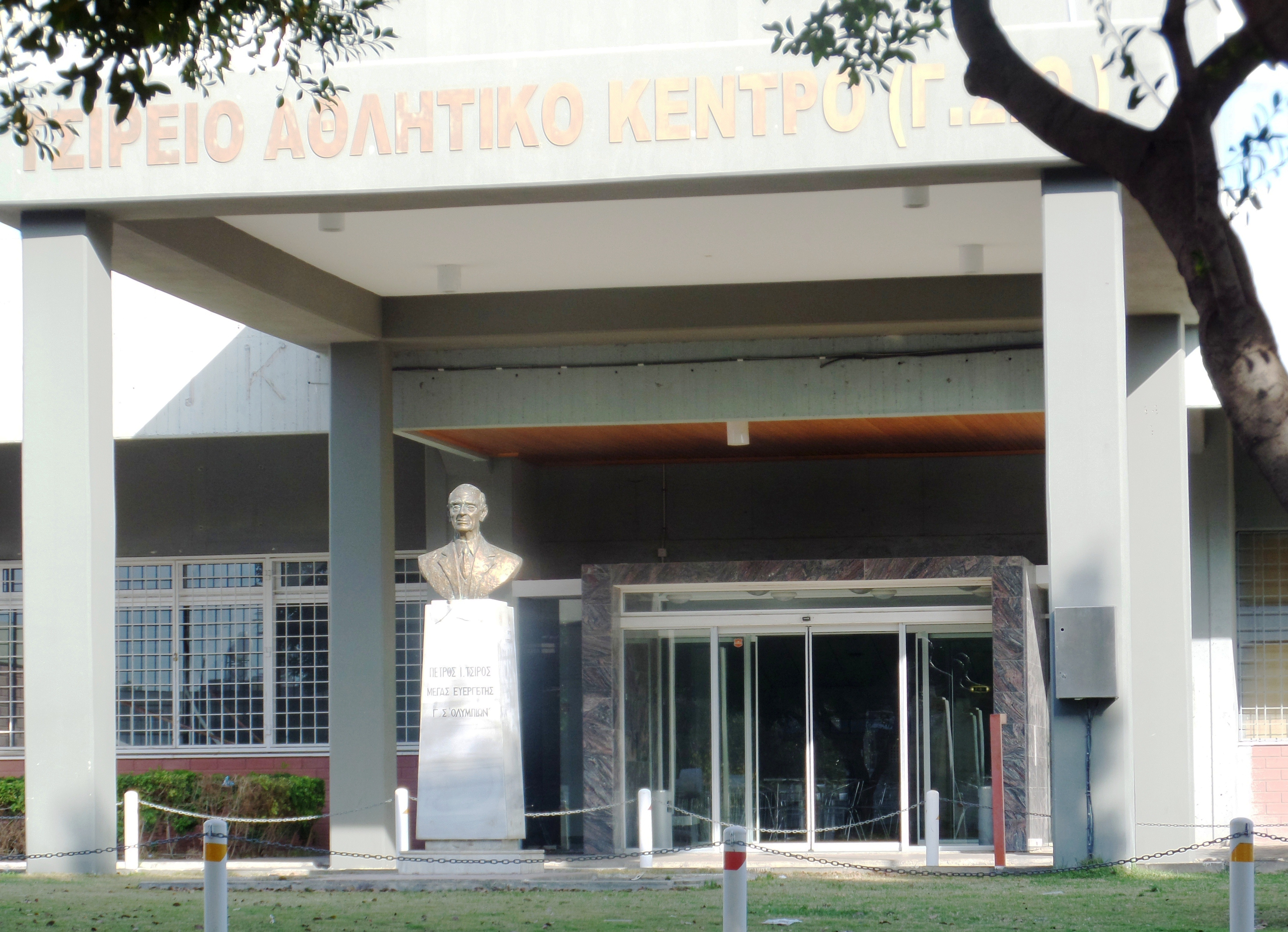